# قاعة فنلنديا

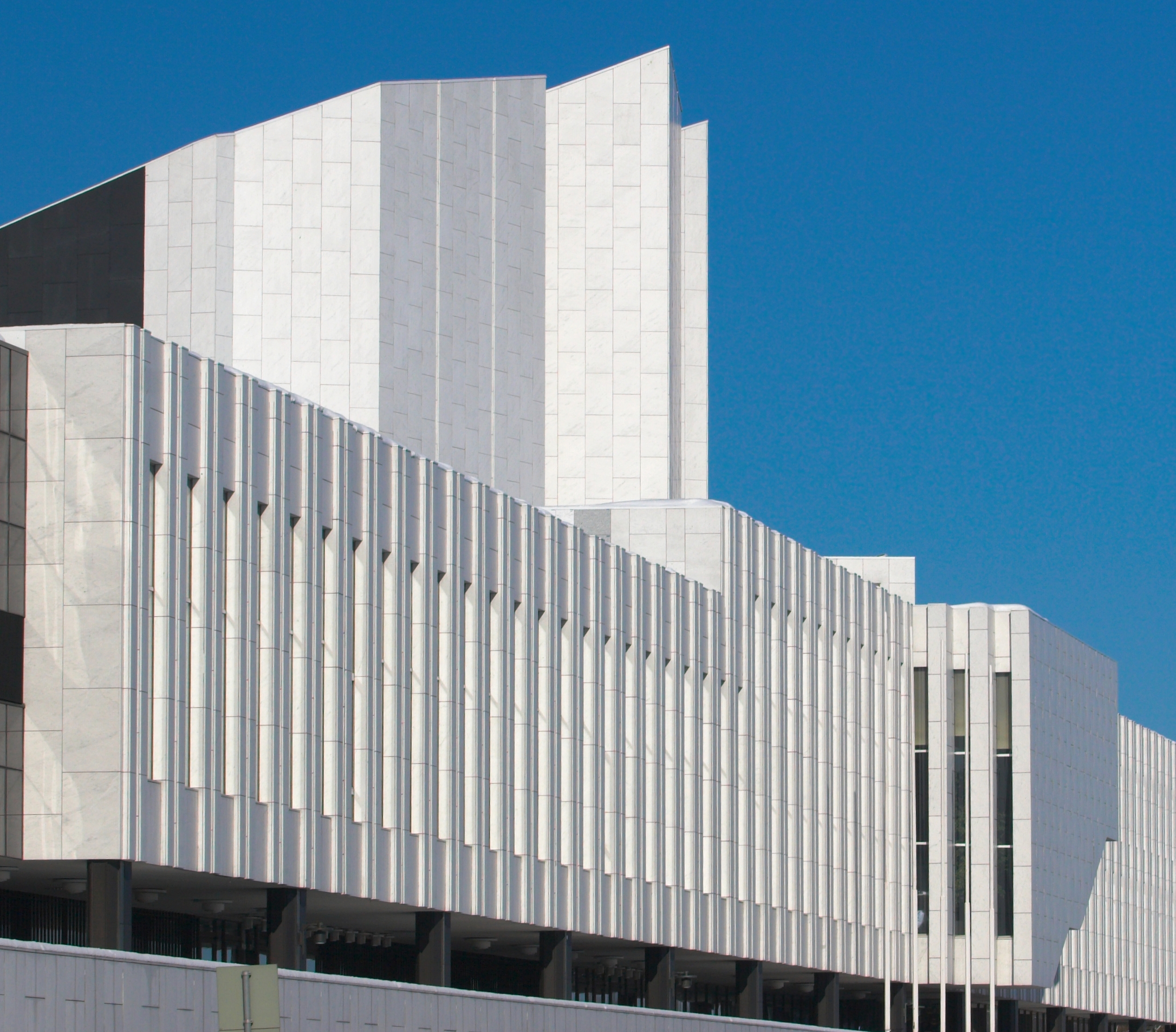
قاعة فنلنديا.

قاعة فنلنديا (بالفنلندية: Finlandia-talo) قاعة حفلات موسيقية مع جناح للمؤتمرات في العاصمة الفنلندية هلسنكي، من خليج تولو. وقد صمم المبنى من قبل ألفار آلتو. بدأ العمل في عام 1967 واكتمل في عام 1971.